# زیگمانتاس بالچیتیس
زیگمانتاس بالچیتیس (انگلیسی: Zigmantas Balčytis؛ زادهٔ ۱۶ نوامبر ۱۹۵۳) یک سیاست‌مدار اهل لیتوانی است.وی از ژوئن تا ژوئیه ۲۰۰۶ نخست‌وزیر این کشور بود.